# Bancor

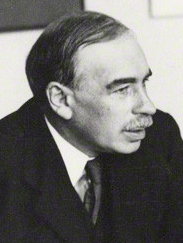
Keynes

Le bancor est une devise internationale hypothétique, originellement proposée par John Maynard Keynes dans le cadre du plan Keynes. Le bancor est encore soutenu par certains économistes hétérodoxes en tant qu'étalon monétaire international.

## Historique
John Maynard Keynes est invité par le Trésor de Sa Majesté, en 1941, à mettre en place un plan de réforme du système monétaire international. Il s'agit d'inventer les normes qui régiront l'économie internationale de l'après-guerre. Ce plan, appelé plan Keynes, comporte une innovation majeure, le bancor. Elle est présentée en personne par Keynes lors du sommet de Bretton Woods en 1944.
Le bancor est toutefois refusé par Harry Dexter White, représentant des États-Unis, qui souhaite faire du dollar américain la monnaie internationale de référence, qui sera utilisée par les banques centrales dans le cadre de leurs réserves. Cela confère au dollar un privilège exorbitant, et signe la fin du projet de bancor de Keynes. White rétablit aussi le Gold Exchange Standard, qui place l'or (et sa conversion directe avec le dollar) au centre du système monétaire international, alors que Keynes y était opposé.

## Principes
Le bancor est un projet de monnaie internationale, rattaché à aucun État, et qui donc n'en favorise aucun. Il est basé sur une proposition de E. F. Schumacher, qui suggérait la création du bancor et d'une Union internationale de compensation, qui permettrait de rétablir l'équilibre lorsque les déséquilibres commerciaux produiraient des effets néfastes sur l'économie internationale.
L'objectif affiché du bancor est de pacifier les relations économiques entre nations en évitant des déséquilibres importants des balances extérieures, et, partant, le protectionnisme et les tarifs douaniers. On peut aussi voir le bancor comme une tentative de rendre impossible l’évasion fiscale ainsi que l’existence même de nations jouant le rôle de paradis fiscaux.
Le bancor a pour objectif de servir d'unité de compte aux échanges internationaux. La parité fixe des devises nationales par rapport au bancor est révisable annuellement. Les banques centrales achèteraient ou vendraient leurs devises nationales pour régler le débit ou crédit de leur compte à la chambre de compensation du système, auprès de laquelle chacune dispose d'un découvert exprimé en bancor pour un montant initial équivalent à la somme moyenne des importations et exportations du pays au cours des trois années précédant la mise en place du système ; ce quota serait donc équivalent à leur poids économique. Annuellement la balance extérieure de chaque pays est évaluée et tout déséquilibre est financièrement pénalisé selon un barème. Dès lors que le déséquilibre dépasse une certaine limite, la devise est réajustée : réévaluation en cas de déséquilibre exportateur (pays exportateurs net), dévaluation en cas de déséquilibre importateur (pays  importateurs net). Notons enfin qu'il était prévu une parité fixe entre d'une part le bancor et les devises et d'autre part le bancor et l'or. Cependant si les banques centrales peuvent acheter du bancor avec de l'or, elles ne peuvent échanger du bancor contre de l'or (il y aurait donc eu accumulation progressive d'or par la chambre de compensation, de sorte que  le métal précieux serait petit à petit repoussé en dehors du cadre monétaire général).

## Postérité
La proposition du bancor ressurgit après la crise économique mondiale des années 2008 et suivantes. Zhou Xiaochuan, économiste chinois et gouverneur de la Banque populaire de Chine, défend la position de Keynes dans un discours de mars 2009. Il propose alors que les droits de tirage spéciaux du Fonds monétaire international soient utilisés comme monnaie de réserve internationale. Selon lui, le dilemme de Triffin rendant impossible l'utilisation d'une devise nationale comme monnaie de réserve internationale, le choix d'une monnaie non souveraine est nécessaire.